# Аніщев Володимир Петрович
Володимир Петрович Аніщев (нар. 24 липня 1935, Воронеж, тепер Російська Федерація — 21 лютого 2018, Воронеж) — радянський діяч, 1-й секретар Воронезького міського комітету КПРС, 2-й секретар ЦК КП Узбекистану, голова Комітету народного контролю РРФСР. Член Бюро ЦК КП Узбекистану в 1985—1989 роках. Член ЦК КПРС у 1986—1990 роках. Депутат Верховної ради Російської РФСР 10-го скликання. Депутат Верховної Ради СРСР 11-го скликання. Народний депутат СРСР у 1989—1991 роках. Народний депутат Російської РФСР (Російської Федерації) у 1990—1993 роках. Доктор економічних наук, професор.

## Життєпис
У 1954 році закінчив Воронезький авіаційний технікум за спеціальністю «холодна обробка металів різанням».
У 1954 році працював конструктором Воронезького авіаційного заводу. З 1954 по 1956 рік служив у Радянській армії. У 1957—1961 роках — конструктор Воронезького авіаційного заводу.
Член КПРС з 1961 року.
У 1961—1965 роках — на комсомольській роботі у Воронежі. З 1965 по 1970 рік — на партійній роботі в місті Воронежі.
У 1970—1972 роках — заступник завідувача, завідувач відділу Воронезького міського комітету КПРС.
У 1971 році заочно закінчив механічний факультет Воронезького інженерно-будівельного інституту.
У 1972—1974 роках — заступник завідувача відділу Воронезького обласного комітету КПРС.
У 1974—1978 роках — 1-й секретар Ленінського районного комітету КПРС міста Воронежа.
У 1978—1979 роках — голова виконавчого комітету Воронезької міської ради народних депутатів.
У 1979 році закінчив заочно Академію суспільних наук при ЦК КПРС.
У 1979—1985 роках — 1-й секретар Воронезького міського комітету КПРС.
У 1985 році — інспектор ЦК КПРС.
29 березня 1985 — 9 січня 1986 року — секретар ЦК КП Узбекистану.
9 січня 1986 — 29 липня 1989 року — 2-й секретар ЦК КП Узбекистану.
11 жовтня 1989 — 16 червня 1990 року — голова Комітету народного контролю РРФСР.
У 1990—1993 роках — голова підкомітету комітету Верховної ради Російської РРФСР (Російської Федерації) з будівництва, архітектури та житлово-комунального господарства.
У 1991—1996 рокахх — голова правління Російського товариства сприяння відродженню та розвитку малих міст і сіл «Відродження».
У 1996—1998 роках — заступник голови адміністрації Воронезької області і представник Воронезької області при федеральних органах влади.
Потім — на пенсії в місті Воронежі. Читав лекції у Воронезькій академії державної служби, був членом Національної палати Воронезької області, займався живописом і літературою, був членом опікунської ради Воронезького театру ляльок «Шут».
Похований на Лісовому цвинтарі Воронежа.

## Нагороди і звання
- орден Трудового Червоного Прапора
- медалі